# 姊妹情色
《姊妹情色》（法语：À ma sœur!；英语：Fat Girl；直譯：胖女孩）是一部2001年的法国剧情片，由凯瑟琳·布雷利亚特编剧和导演，由安娜·雷布克斯、罗克珊·梅斯基萨和利贝罗·德·里恩佐主演。故事講述兩個姊妹之間攸關成年、手足競爭、慾望的議題。

## 情节
体重超重的妹妹安娜斯，和极具吸引力的姐姐埃琳娜，和父母在法国海边度假。两人在度假屋呆厌烦了，走到镇上，在路上讨论恋爱和童贞。姐姐埃琳娜虽然滥交，但坚持要把童贞留给爱她的人，而安娜斯则认为，童贞可以给任何人，只是为了结束过往的生活。
在咖啡馆，她们遇见了意大利法律系学生费尔南多。姐姐埃琳娜和男孩聊天调情，而妹妹安娜斯点了一份香蕉剖条，大快朵颐。晚上，费尔南多偷偷溜进女孩的卧室，与埃琳娜调情。安娜斯醒着，看着他俩的整个过程。费尔南多讲了自己以前与其他女人的艳史后，埃琳娜同意和他发生性关系，但在最后一刻退缩了。费尔南多颇感沮丧，通过各种方式向她施压，包括威胁要与其他女人上床，只是为了减压。最后，埃琳娜被迫与他肛交，作为爱的证明，尽管这对她显然是一次痛苦的经历。 
早上，费尔南多离开前，要求埃琳娜为他口交，但安娜斯已经受够了，告诉他们让她安静地睡觉。第二天，女孩们和费尔南多去海滩。安娜斯穿着新衣服，一个人唱着歌，坐在海里，而埃琳娜和费尔南多走开去调情了。后来，姐妹俩在家里一起回忆童年时，埃琳娜透露说，费尔南多在沙滩上给了她一枚订婚戒指。那天晚上，埃琳娜放弃了她的童贞给费尔南多，而安娜斯默默地在房间的另一边哭泣。
后来，费尔南多的母亲来到安娜斯一家租的房子，要求女孩的母亲归还戒指。他们的母亲发现了埃琳娜和费尔南多的关系，愤怒地决定开车回巴黎。在回来的路上，母亲疲惫不堪，在休息站睡在车里。这时，一个杀人犯来了，用斧头劈死了埃琳娜，又勒死了母亲，然后把安娜斯带进树林，强奸了她。第二天早上警察到达时，安娜斯坚持说，他并没有强奸她。

## 演员
- 阿纳斯·雷布克斯，饰演阿纳斯·平戈特  安娜
- 罗克珊·梅斯基萨，饰演埃琳娜·平戈特
- 利比诺·德·里恩佐，饰演费尔南多
- 阿尔辛·汗坚，饰演平戈特夫人
- 罗曼·古皮尔，饰演弗朗索瓦·平戈特
- 劳拉·贝蒂，饰演费尔南多的母亲
- 阿尔伯特·戈德伯格，饰演杀手

## 评价
这部电影得到了评论家的普遍好评。汇总媒体 爛番茄根据86条评论，得出73%的支持率，平均评分为6.4分（总分10分）。 在Metacritic，这部电影平均得分77分（总分100分）。
2001年底，安大略省电影审查委员会禁止上映《姊妹情色》，因为该片公开表现青少年的性行为。美国影评人惠勒·温斯顿·迪克森指出，这部电影不仅在安大略省被禁，而且严重限于世界各地的成人观众，这部电影讲了一个13岁女孩的悲惨故事，她15岁姐姐的一次次性爱”，以“露骨的性场景”为特色 。加拿大的禁令最终被取消，电影于2003年在剧院上映。
2001年，该片在第51屆柏林影展上荣获曼弗雷德·萨尔茨格伯奖，在第54屆坎城影展上荣获法国文化奖。

## 外部連結
- 互联网电影数据库（IMDb）上《姊妹情色》的资料（英文）